# Penelope (TV-serie)
Penelope är en amerikansk dramaserie som hade premiär den 24 september 2024 på strömningstjänsten Netflix. Serien som består av åtta avsnitt är skapad av Mel Eslyn och Mark Duplass som även skrivit seriens manus. Eslyn har även svarat för regin.

## Handling
Serien kretsar kring en sextonåring tjej, Penelope, som inte känner att hon passar in i det moderna samhället, och lämnar hemmet för ett vildmarksområde för att bygga ett nytt liv där.

## Rollista (i urval)
- Megan Stott – Penelope
- Austin Abrams
- Krisha Fairchild
- Cynthia Geary
- Eden Campbell